# Deontay Wilder
Deontay Leshun Wilder (Tuscaloosa, 22 ottobre 1985) è un pugile statunitense, vincitore della medaglia di bronzo alle Olimpiadi di Pechino del 2008. Da professionista è stato campione del mondo WBC dal 2015 a 2020.
Soprannominato "The Bronze Bomber", nome affibbiatogli in memoria di Joe Louis (il cui soprannome era "The Brown Bomber"), è stato il campione del mondo dei pesi massimi versione WBC dal 2015 al 2020 fino a quando  fu detronizzato da Tyson Fury il 22 febbraio 2020. Noto per la potenza devastante dei suoi pugni, Wilder ha attualmente una percentuale del 87,75% di KO (43) su 49 incontri da professionista, la più alta della storia della categoria a parimerito con Rocky Marciano.

## Biografia
Deontay Wilder nasce in una città dell'Alabama, negli U.S.A. Sin da piccolo inizia ad amare la boxe. Comincia però a praticare il pugilato solo nel 2005, quando una malattia della figlia, la malformazione del midollo, lo costringe ad abbandonare gli studi in fretta e furia per provare il tutto per tutto con un'entrata drastica nel mondo del pugilato. Tenta così di diventare pugile, anche con ottimi risultati. Wilder ha come idoli molti pugili tra cui Muhammad Ali e Mike Tyson. Grazie alle sue doti fisiche nel 2008 partecipa alle olimpiadi di Pechino e arriva terzo. In seguito entra nella categoria professionisti diventando uno dei pugili attualmente più forti.

## Carriera pugilistica

### Carriera da dilettante
Nel 2008 Wilder ha partecipato alle Olimpiadi di Pechino dove ha ottenuto il terzo posto (come il cubano Osmay Acosta), battendo, nell'ordine, Abdelaziz Toulbini, rappresentante dell'Algeria, e il marocchino Mohamed Arjaoui. È stato sconfitto in semifinale dall'italiano Clemente Russo.

### Carriera da professionista

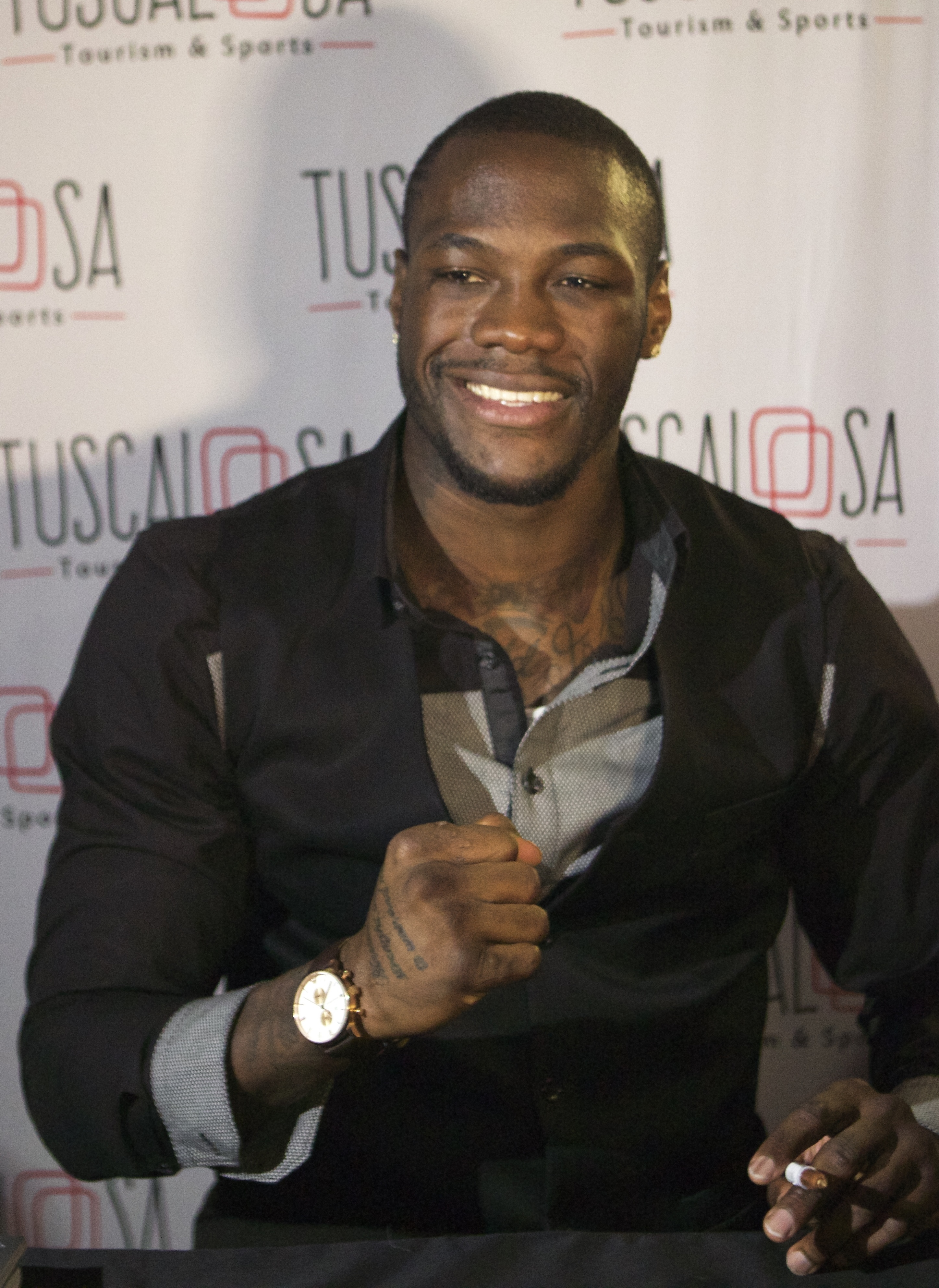
Deontay nel 2015

Passato professionista nel novembre del 2008 ha inanellato una lunghissima serie di vittorie, molte delle quali alla prima ripresa (tra questi particolare importanza mediatica hanno avuto i match contro Reggie Pena, Malik Scott e Shannon Caudle). Il curriculum di 32 vittorie consecutive gli è valso a furor di popolo la chance per il titolo mondiale WBC.
Il 17 gennaio 2015 ha affrontato e battuto il campione del mondo Bermane Stiverne vincendo la corona WBC e diventando il nuovo campione del mondo dei pesi massimi nella versione WBC. Da professionista, detiene un record di 42 match vinti, 41 per KO, 1 vinto per decisione unanime e un pareggio. A giugno ha difeso il titolo contro Éric Molina vincendo per KOT, al nono round. Il 26 settembre affronta Johann Duhaupas (32-2, 20 KO) alla Legacy Arena, in Alabama. Davanti a un pubblico di 8,471 persone, Wilder sconfigge Duhaupas per TKO all'undicesimo round. Il 16 gennaio 2016, al Barclays Center di New York, sconfigge il polacco Artur Szpilka (20-1, 15 KO) al nono round per KO.
Il 16 luglio 2016 alla Legacy Arena, di Birmingham, Alabama, Wilder affronta Chris Arreola. Per l'occasione, Wilder indossa dei pantaloncini bianchi con una banda laterale nera, in onore del suo idolo personale Muhammad Ali. Il pubblico presente all'arena è di circa 11,974 paganti. Wilder domina l'intero incontro e manda KO una prima volta l'avversario con un destro al quarto round. Nell'ottava ripresa, Arreola si ritira dal match. Il verdetto ufficiale è vittoria di Wilder per ritiro dell'avversario all'ottavo round. Dopo l'incontro, Wilder afferma di essersi rotto la mano destra durante il combattimento. Il 25 febbraio 2017 difende il titolo contro Gerald Washington vincendo per TKO alla quinta ripresa. Il 3 marzo 2018 al Barclays Center di New York difende il titolo WBC dei pesi massimi sconfiggendo il pericoloso e fino ad allora imbattuto pugile cubano Luis Ortiz per KO tecnico alla decima ripresa. Nel dicembre 2018 affronta l'ex campione WBA, IBF, IBO, WBO, The Ring Tyson Fury in un match che termina in parità. Ci furono grandi polemiche sul verdetto. Dopo queste 2 vittorie, il 22 febbraio 2020 a Las Vegas, nell'atteso rematch con Fury, Wilder viene sconfitto per KO tecnico alla settima ripresa e perde il titolo WBC dei pesi massimi. Il 9 ottobre 2021 affronta per la terza volta Tyson Fury perdendo per KO all'undicesima ripresa.
Nell'agosto 2022 fu annunciato che Wilder avrebbe combattuto il suo primo match un anno dopo la sconfitta subita per mano di Fury. Affrontò il finlandese Robert Helenius il 15 ottobre 2022 al Barclays Center di Brooklyn, New York. Wilder vinse il match mettendo KO Helenius al minuto 2:57 del primo round.
Il 23 dicembre 2023, oltre 14 mesi dopo la vittoria su Helenius, Wilder tornò sul ring a Riyadh, in Arabia Saudita, per affrontare l'ex campione WBO Joseph Parker all'evento Day of Reckoning. In confronto all'inattività di Wilder, Parker era già al quarto incontro del 2023. Con sorpresa, Wilder perse ai punti dopo dodici riprese per decisione unanime, 118–111, 118–110 e 120–108. Nonostante le speculazioni che il suo ritiro fosse imminente, Wilder dichiarò sulla sua pagina Instagram che avrebbe continuato a combattere: «Mi spiace se ho deluso qualcuno. Ma torneremo, questo è il bello. Questa non è la fine, tornerò».
Il 1º giugno 2024 Wilder affrontò il cinese Zhilei Zhang, perdendo per KO al quinto round.
Tornò alla vittoria il 27 giugno 2025, sconfiggendo per KO tecnico il trentasettenne Tyrrell Anthony Herndon al settimo round.

## Vicende giudiziarie
Deontay ha una figlia di nome Naieya, una figlia di nome Ava e un figlio maschio di nome Dereon, la cui madre è Kakeyonna Jones, donna con cui è sposato dal 2009. Il 4 maggio 2013 Wilder è stato arrestato a Las Vegas per violenza domestica, accusa dalla quale è stato assolto con formula piena. Riappacificatosi con la moglie, Wilder è tornato nelle aule dei tribunali pochi mesi più tardi con l'accusa specifica di tentato strangolamento ai danni di Brian Kerwin e Jack Rodson, giornalisti della testata americana MyTime, presentatisi a casa sua per un'intervista concordata con la moglie.
L'avvocato di Wilder nel corso del procedimento penale del 14 dicembre 2013 ha dichiarato: "Deontay ha agito istintivamente sotto la falsa impressione che qualcuno stesse rubando nella sua abitazione. Si rammarica per le sue azioni, ed è estremamente dispiaciuto perché determinate condotte non sono coerenti con la sua reputazione". Nel corso delle primissime udienze le vittime hanno ritirato la querela accettando le scuse del pugile ed il caso si è concluso col proscioglimento.

## Risultati nel pugilato
| N. | Risultato | Record | Avversario              | Tipo | Round, tempo  | Data              | Località                                                        | Note                                                           |
| -- | --------- | ------ | ----------------------- | ---- | ------------- | ----------------- | --------------------------------------------------------------- | -------------------------------------------------------------- |
| 49 | Vittoria  | 44–4–1 | Tyrrell Anthony Herndon | TKO  | 7 (10), 2:16  | 27 giugno 2025    | Charles Koch Arena, Wichita, U.S.                               |                                                                |
| 48 | Sconfitta | 43-4-1 | Zhilei Zhang            | KO   | 5 (12)        | 1º giugno 2024    | Kingdom Arena, Riyadh, Arabia Saudita                           |                                                                |
| 47 | Sconfitta | 43-3-1 | Joseph Parker           | UD   | 12            | 23 dicembre 2023  | Kingdom Arena, Riyadh, Arabia Saudita                           |                                                                |
| 46 | Vittoria  | 43-2-1 | Robert Helenius         | KO   | 1 (12), 2:57  | 15 ottobre 2022   | Barclays center, New York City, U.S.                            |                                                                |
| 45 | Sconfitta | 42-2-1 | Tyson Fury              | KO   | 11 (12), 1:10 | 9 ottobre 2021    | T-Mobile Arena, Paradise, Nevada, U.S.                          | Per il titolo WBC pesi massimi                                 |
| 44 | Sconfitta | 42-1-1 | Tyson Fury              | TKO  | 7 (12), 1:39  | 22 febbraio 2020  | MGM Grand Garden Arena, Paradise, Nevada, U.S.                  | Perde il titolo WBC pesi massimi                               |
| 43 | Vittoria  | 42–0–1 | Luis Ortiz              | KO   | 7 (12), 2:51  | 23 novembre 2019  | MGM Grand Garden Arena, Paradise, Nevada, U.S.                  | Difende titolo WBC pesi massimi                                |
| 42 | Vittoria  | 41–0–1 | Dominic Breazeale       | KO   | 1 (12), 2:17  | 18 maggio 2019    | Barclays Center, New York City, New York, U.S.                  | Difende titolo WBC pesi massimi                                |
| 41 | Pareggio  | 40–0–1 | Tyson Fury              | SD   | 12            | 1º dicembre 2018  | Staples Center, Los Angeles, California, U.S.                   | Difende titolo WBC pesi massimi                                |
| 40 | Vittoria  | 40–0   | Luis Ortiz              | TKO  | 10 (12), 2:05 | 3 marzo 2018      | Barclays Center, New York City, New York, U.S.                  | Difende titolo WBC pesi massimi                                |
| 39 | Vittoria  | 39–0   | Bermane Stiverne        | KO   | 1 (12), 2:59  | 4 novembre 2017   | Barclays Center, New York City, New York, U.S.                  | Difende titolo WBC pesi massimi                                |
| 38 | Vittoria  | 38–0   | Gerald Washington       | TKO  | 5 (12), 1:45  | 25 febbraio 2017  | Legacy Arena, Birmingham, Alabama, U.S.                         | Difende titolo WBC pesi massimi                                |
| 37 | Vittoria  | 37–0   | Chris Arreola           | RTD  | 8 (12), 3:00  | 16 luglio 2016    | Legacy Arena, Birmingham, Alabama, U.S.                         | Difende titolo WBC pesi massimi                                |
| 36 | Vittoria  | 36–0   | Artur Szpilka           | KO   | 9 (12), 2:24  | 16 gennaio 2016   | Barclays Center, New York, New York, U.S.                       | Difende titolo WBC pesi massimi                                |
| 35 | Vittoria  | 35–0   | Johann Duhaupas         | TKO  | 11 (12), 0:55 | 26 settembre 2015 | Legacy Arena, Birmingham, Alabama, U.S.                         | Difende titolo WBC pesi massimi                                |
| 34 | Vittoria  | 34–0   | Éric Molina             | KO   | 9 (12), 1:03  | 13 giugno 2015    | Bartow Arena, Birmingham (Alabama), U.S.                        | Difende titolo WBC pesi massimi                                |
| 33 | Vittoria  | 33–0   | Bermane Stiverne        | UD   | 12            | 17 gennaio 2015   | MGM Grand Garden Arena, Paradise, Nevada, U.S.                  | Vince titolo WBC dei pesi massimi                              |
| 32 | Vittoria  | 32–0   | Jason Gavern            | RTD  | 4 (10), 3:00  | 16 agosto 2014    | StubHub Center, Carson, California, U.S.                        |                                                                |
| 31 | Vittoria  | 31–0   | Malik Scott             | KO   | 1 (12), 1:36  | 15 marzo 2014     | Coliseo Rubén Rodríguez, Bayamón, Porto Rico                    |                                                                |
| 30 | Vittoria  | 30–0   | Nicolai Firtha          | KO   | 4 (10), 1:26  | 26 ottobre 2013   | Boardwalk Hall, Atlantic City, New Jersey, U.S.                 | Difende titolo WBC Continental Americas dei pesi massimi       |
| 29 | Vittoria  | 29–0   | Siarhei Liakhovich      | KO   | 1 (10), 1:43  | 9 agosto 2013     | Fantasy Springs Resort Casino, Indio, California, U.S.          | Difende titolo WBC Continental Americas dei pesi massimi       |
| 28 | Vittoria  | 28–0   | Audley Harrison         | TKO  | 1 (12), 1:10  | 27 aprile 2013    | Motorpoint Arena, Sheffield, Inghilterra                        |                                                                |
| 27 | Vittoria  | 27–0   | Matthew Greer           | TKO  | 2 (8), 1:16   | 19 gennaio 2013   | Centro de Convenciones, Villahermosa, Messico                   |                                                                |
| 26 | Vittoria  | 26–0   | Kelvin Price            | KO   | 3 (10), 0:51  | 15 dicembre 2012  | Memorial Sports Arena, Los Angeles, California, U.S.            | Vince titolo vacante WBC Continental Americas dei pesi massimi |
| 25 | Vittoria  | 25–0   | Damon McCreary          | KO   | 2 (10), 0:55  | 8 settembre 2012  | The Hangar, Costa Mesa, California, U.S.                        |                                                                |
| 24 | Vittoria  | 24–0   | Kertson Manswell        | TKO  | 1 (10), 2:10  | 4 agosto 2012     | Civic Center Expo Hall, Mobile, Alabama, U.S.                   |                                                                |
| 23 | Vittoria  | 23–0   | Owen Beck               | RTD  | 3 (8), 3:00   | 23 giugno 2012    | Killer Buzz Arena, Tuscaloosa, Alabama, U.S.                    |                                                                |
| 22 | Vittoria  | 22–0   | Jesse Oltmanns          | TKO  | 1 (8), 0:26   | 26 maggio 2012    | Oasis Hotel Complex, Cancún, Messico                            |                                                                |
| 21 | Vittoria  | 21–0   | Marlon Hayes            | TKO  | 4 (8), 3:00   | 25 febbraio 2012  | Scottrade Center, St. Louis, Missouri, U.S.                     |                                                                |
| 20 | Vittoria  | 20–0   | David Long              | KO   | 1 (8), 1:17   | 26 novembre 2011  | U.S. Bank Arena, Cincinnati, Ohio, U.S.                         |                                                                |
| 19 | Vittoria  | 19–0   | Daniel Cota             | KO   | 3 (8), 2:55   | 5 novembre 2011   | Centro de Convenciones, Cancún, Messico                         |                                                                |
| 18 | Vittoria  | 18–0   | Dominique Alexander     | TKO  | 2 (6), 2:02   | 27 agosto 2011    | Water Oaks Farm Arena, Tuscaloosa, Alabama, U.S.                |                                                                |
| 17 | Vittoria  | 17–0   | Damon Reed              | KO   | 2 (6), 1:59   | 18 giugno 2011    | Tuscaloosa Amphitheater, Tuscaloosa, Alabama, U.S.              |                                                                |
| 16 | Vittoria  | 16–0   | Reggie Pena             | TKO  | 1 (6), 2:03   | 6 maggio 2011     | Fantasy Springs Resort Casino, Indio, California, U.S.          |                                                                |
| 15 | Vittoria  | 15–0   | DeAndrey Abron          | TKO  | 2 (6), 1:23   | 19 febbraio 2011  | Shelton State Community College, Tuscaloosa, Alabama, U.S.      |                                                                |
| 14 | Vittoria  | 14–0   | Danny Sheehan           | KO   | 1 (6), 1:48   | 2 dicembre 2010   | Hilton Towers Ballroom, Lafayette, Louisiana, U.S.              |                                                                |
| 13 | Vittoria  | 13–0   | Harold Sconiers         | TKO  | 4 (6), 1:09   | 15 ottobre 2010   | Fantasy Springs Resort Casino, Indio, California, U.S.          |                                                                |
| 12 | Vittoria  | 12–0   | Shannon Caudle          | KO   | 1 (6), 1:04   | 25 settembre 2010 | Fitzgeralds Casino and Hotel, Tunica Resorts, Mississippi, U.S. |                                                                |
| 11 | Vittoria  | 11–0   | Dustin Nichols          | RTD  | 1 (6), 3:00   | 3 luglio 2010     | Club Palace, Hattiesburg, Mississippi, U.S.                     |                                                                |
| 10 | Vittoria  | 10–0   | Alvaro Morales          | TKO  | 3 (6), 1:23   | 30 aprile 2010    | Tropicana Las Vegas, Paradise, Nevada, U.S.                     |                                                                |
| 9  | Vittoria  | 9–0    | Ty Cobb                 | KO   | 1 (6), 0:33   | 2 aprile 2010     | The Joint, Paradise, Nevada, U.S.                               |                                                                |
| 8  | Vittoria  | 8–0    | Jerry Vaughn            | KO   | 1 (6), 1:02   | 28 novembre 2009  | Duke Energy Convention Center, Cincinnati, Ohio, U.S.           |                                                                |
| 7  | Vittoria  | 7–0    | Travis Allen            | TKO  | 1 (4), 1:30   | 14 agosto 2009    | Desert Diamond Casino, Tucson, Arizona, U.S.                    |                                                                |
| 6  | Vittoria  | 6–0    | Kelsey Arnold           | KO   | 1 (4), 1:13   | 26 giugno 2009    | Desert Diamond Casino, Tucson, Arizona, U.S.                    |                                                                |
| 5  | Vittoria  | 5–0    | Charles Brown           | KO   | 1 (6), 0:55   | 23 maggio 2009    | Duke Energy Convention Center, Cincinnati, Ohio, U.S.           |                                                                |
| 4  | Vittoria  | 4–0    | Joseph Rabotte          | KO   | 1 (4), 2:33   | 24 aprile 2009    | UIC Pavilion, Chicago, Illinois, U.S.                           |                                                                |
| 3  | Vittoria  | 3–0    | Richard Greene Jr.      | RTD  | 1 (4), 3:00   | 14 marzo 2009     | Duke Energy Convention Center, Cincinnati, Ohio, U.S.           |                                                                |
| 2  | Vittoria  | 2–0    | Shannon Gray            | TKO  | 1 (4), 2:12   | 6 marzo 2009      | James M. Trotter Convention Center, Columbus, Mississippi, U.S. |                                                                |
| 1  | Vittoria  | 1–0    | Ethan Cox               | TKO  | 2 (4), 2:54   | 15 novembre 2008  | Memorial Gymnasium, Nashville, Tennessee, U.S.                  |                                                                |

## Filmografia

### Televisione
- Billions - serie TV, episodio 4x08 (2019)
- Magnum P.I. - serie TV, episodio 2x03 (2019)

## Doppiatori italiani
Nelle versioni in italiano delle opere in cui ha recitato, Deontay Wilder è stato doppiato da:
- Simone Crisari in Magnum P.I.